# موتورهای بالگرد سافران
موتورهای بالگرد سافران، که پیش‌تر به‌نام توربومکا (Turbomeca) شناخته می‌شد، تولیدکننده فرانسوی توربین‌های گاز کوچک و متوسط موتور توربوشفت، برای بالگرد است. این شرکت همچنین موتورهای توربین گاز برای هواپیماها و موشک‌ها و همچنین توربین برای کاربردهای زمینی، صنعتی و دریایی تولید می‌کند. گروه موتورهای هواگرد سافران این شرکت را در سپتامبر ۲۰۰۱ در اختیار گرفت. موتورهای بالگرد سافران دارای ۶٬۳۰۰ کارمند در سراسر جهان، و ۵٬۰۰۰ نفر در فرانسه است. این شرکت در سال ۲۰۱۵، ۷۱۸ موتور جدید تولید و تحویل داد و حدود ۱۷۰۰ موتور را تعمیر کرد.